# Murder, Inc.
Murder Inc. var pressens navn for en amerikansk gangsterorganisation, der eksisterede i 1930'erne og 1940'erne. Organisationen fungerede som "den udøvende gren" af den amerikanske mafia. Organisationen var baseret i Brooklyn i New York men opererede over hele USA og likvidrede mellem 400 og 1.000 personer under sin eksistens. Organisationens navn "Murder, Inc." (dansk: Mord A/S) blev givet af pressen og blev aldrig anvendt af organisationens medlemmer. Majoriteten af medlemmerne var rekrutteret blandt New Yorks jødisk-amerikanske og italiensk-amerikanske befolkning. Murder, Inc. var i en stor del af sin levetid ledet af gangsteren Louis "Lepke" Buchalter og senere af Albert "The Mad Hatter" Anastasia.
Organisationen blev optrevlet af politiet i begyndelsen af 1940'erne, da det tidligere medlem af organisationen, Abe "Kid Twist" Reles afgav belastende vidneudsagn om organisationen og dens medlemmer. I de efterfølgende straffesager mod organisationens medlemmer blev mange dømt og henrettet. Abe Reles døde selv under mystiske omstændigheder efter at være faldet ud af et vindue. Chefanklager under de mange straffesager var den senere guvernør i New York Thomas E. Dewey, der gennem de spektakulære retssager mod medlemmerne af Murder Inc. gjorde Dewey kendt blandt New Yorks befolkning.

## Etablering
Grundlaget for organisationen Murder Inc. opstod i området Brownsville i det østlige Brooklyn, New York. To gangstere Abraham "Kid Twist" Reles og Harry "Pittsburgh Phil" Strauss bedrev ulovlig bookmaker-virksomhed i området, men kom dermed på kant med de tre brødre Shapiro, der regerede i området. Da brødrene Shapiro forsøgte at skræmme de to gangstere, svarede de igen ved at dræbe to af brødrene i 1931, og overtog herefter brødrenes område. 
Sideløbende hermed var Charles "Lucky" Luciano blevet overhovedet blandt New Yorks mafiafamilier. Luciano skabte et netværk af samarbejdende gangstere fra 24 store byer, en sammenslutning, der blev kaldt Syndikatet. Udover Luciano var gangsterne Meyer Lansky, Benjamin "Bugsy" Siegel og Albert Anastasia førende i New Yorks øvre lag af gangstere. Siegel og Anastasia fik af Luciano til opgave at rekruttere et korps af lejemordere, der skulle operere over hele USA for Syndikatets regning. På den måde blev det mere vanskeligt at skabe forbindelse mellem drabene og Mafiaen. Reles og hans bande havde vakt opmærksomhed med de kyniske likvideringer af Shapiro-brødrene og accepterede at udføre yderligere likvideringer og blev en del af organisationen sammen med bl.a. gangsteren Louis "Lepke" Buchalter, der blev leder af Murder, Inc. sammen med Albert "The Mad Hatter" Anastasia, der i vidt omfang stod for at arrangere og gennemføre organisationens drab. Et andet fremtrædende medlem var Jacob "Gurrah" Shapiro, der gennem mange år havde arbejdet sammen med Buchalter.

## Fremgangsmåde
Udover sine mafia-relaterede aktiviteter i New York City og bistand til Buchardts involvering i den amerikanske fagbevægelse, udførte organisationen flere opgaver for gangstere over hele USA. 
Murder Inc. udførte ofte spektakulære mord og ofte med brutale midler, eksempelvis med økser og issyle.
Organisationen havde flere gangstere tilknyttet. Den gangster, der anses at have udført flest drab for organisationen, er Harry "Pittsburgh Phil" Strauss, der menes at have udført op imod 100 drab (nogle historikere sætter tallet til 500). Et drab udløste en betaling mellem $1,000 og $5,000 til deling mellem de gerningsmænd, der udførte drabet. 
Blandt ofrene fandtes konkurrerende gangstere, fagforeningsmedlemmer, der ikke ville samarbejde med mafiaen, vidner og mange andre. 
Blandt de mere kendte ofre var også gangstere fra egne rækker, såfremt disse ikke ville indordne sig efter syndikatets eller organisationens regler. En af organisationens mere kendte likvideringer var drabet i oktober 1935 på storgangsteren Dutch Schulz, der på et møde mellem Syndikatets ledere har erklæret egenhændigt at ville likvidere New Yorks anklager Thomas E. Dewey på trods af, at Syndikatet havde nægtet at likvidere Dewey af frygt for myndighedernes reaktion. 

## Optrevling og ophør
Organisationen faldt sammen, da Reles den 22. marts 1940 indgik en aftale med anklagemyndigheden om at fortælle om organisationen mod til gengæld at få amnesti. Reles var på det tidspunkt varetægtsfængslet for drab og risikerede dødsstraf. I 1940 - 41 afslørede Reles så meget han kunne om organisationens virksomhed, inden han under mystiske omstændigheder den 12. november 1941 faldt ud af et vindue kort forinden han skulle vidne i en sag mod to andre gangstere fra Murder, Inc., Frankie Carbo og Bugsy Siegel. Abe Reles havde dog forinden givet tilstrækkelige oplysninger til at få dømt bl.a. Mendy Weiss, Louis Lepke og Louis Capone, der alle blev dømt skyldige for omfattende kriminalitet og senere blev henrettet i den elektriske stol. Luciano sad på dette tidspunkt fængslet og blev efter afslutningen af 2. verdenskrig depoteret til Italien. 
Som følge af Reles død var det ikke muligt for statsanklageren Dewey at få dømt Siegel og Anastasia for involvering i  organisationen. Både Siegel og Anastasia blev senere likvideret i interne mafiaopgør (Siegel i 1947 og Anastasia i 1957).

## Kendte medlemmer
- Frank "The Dasher" Abbandando – tilhørte den italienske del af organisationen
- Joe Adonis – tilhørte den italienske del af organisationen
- Albert "The Lord High Executioner" Anastasia – efterfulgte Buchalter indtil han blev chef for Gambino-familien
- Louis Capone – arbejdede under Albert Anastasia Louis "Lepke" Buchaltar. Han blev henrettet sammen med sin partner og chef Louis Buchalter i Sing Sing.[9]
- Frankie Carbo
- Martin "Buggsy" Goldstein
- Hyman "Curly" Holtz
- Philip "Little Farvel" Kovolick
- Louis "Shadow" Kravitz
- Louis "Lepke" Buchalter - første chef for Murder, Inc.
- Meyer "The Little Man" Lansky – Lucianos højre hånd i National Crime Syndicate
- Samuel "Red" Levine - kendt for ikke at likvidere på den jødiske Sabbat.
- Charles "Lucky" Luciano – Grundlægger af National Crime Syndicate, der benyttede sig af Murder, Inc. til at gennemføre trufne beslutninger om likvideringer
- Seymour Magoon – det eneste irske medlem
- Harry Maione – Leder af den italienske gren af Murder, Inc.
- Vincent Mangano – chef i sin egen mafia-familie og leder i Murder, Inc.
- Abe "Kid Twist" Reles – Involveret i grundlæggelsen af organisationen. Reles' indgik en handel med anklagemyndigheden, der førte til, at organisationen blev trevlet op og adskillige medlemmer dømt og senere henrettet.
- Jacob "Gurrah" Shapiro
- Benjamin "Bugsy" Siegel – var involveret i grundlæggelsen af Murder, Inc. og bl.a. ansvarlig for likvideringen af et andet medlem af organisationen, Harry "Big Greenie" Greenberg[10]
- Harry "Pittsburgh Phil" Strauss - involveret i grundlæggelsen af organisationen og anset som den, der udførte flest drab for denne
- Allie "Tick Tock" Tannenbaum
- Mendy Weiss
- Charles "Charlie the Bug" Workman

## Eksterne links
- Murder, Inc. – The Syndicate's Killing Team
- Murder, Inc. Arkiveret 30. august 2005 hos  Wayback Machine på The Crime Library
- Murder Inc. på Find-A-Grave